# Juri Fjodorowitsch Kaschkarow
Juri Fjodorowitsch Kaschkarow (russisch Юрий Фёдорович Кашкаров; * 4. Dezember 1963 in Chanty-Mansijsk) ist ein ehemaliger sowjetischer Biathlet. Mit fünf Gold-, drei Silber- und einer Bronzemedaille ist er einer der erfolgreichsten Athleten bei Biathlon-Weltmeisterschaften.
Juri Kaschkarow hat vier ältere Brüder. Schon bevor er in die Schule kam, stand er das erste Mal auf Skiern. In der vierten Klasse wechselte er auf eine Sportschule. Den ersten erfolgreichen Skiwettkampf bestritt er in der siebten Klasse. Kurze Zeit später wurde er von Wladimir Putrow an die Swerdlowsk-Sportschule geholt. Zur damaligen Zeit gab es in Chanty-Mansijsk noch keine Möglichkeiten Biathlon auf hohem Niveau auszuüben und das Biathlonzentrum der Sowjetunion befand sich in Swerdlowsk. Dort begann er dann mit dem Biathlonsport und schaffte es Anfang der 1980er Jahre in das Juniorennationalteam der UdSSR. Mit 17 Jahren waren die Juniorenweltmeisterschaften 1981 in Lahti, die noch bis 1988 im Rahmen der Biathlon-Weltmeisterschaften ausgetragen wurden, sein erster internationaler Wettkampf. Er hatte sich dafür sehr viel vorgenommen, blieb aber deutlich unter seinen Möglichkeiten und musste sich mit Platz 32 über 10 km zufriedengeben. Doch seine Trainer gaben ihn nicht auf und schon im nächsten Jahr berief ihn der damalige Junioren-Auswahltrainer Salinski in die Auswahlmannschaft für die Juniorenweltmeisterschaften 1982 in Minsk. Dort zeigte er sich deutlich verbessert und wurde als 1. über 15 km, 3. über 10 km und 2. in der Staffel dreifacher Medaillengewinner. 
Die Biathlon-Weltmeisterschaften 1983 in Antholz waren dann sein großer Durchbruch. Obwohl noch im Juniorenalter ließ man ihn er bereits in der Junioren- und in der Seniorenklasse starten. In der Juniorenklasse siegte er über 10 km und mit der Staffel. In der Seniorenklasse belegte er im Einzelrennen über 20 km mit drei Schießfehlern den 7. Platz. Im Staffelrennen der Senioren gewann er gemeinsam mit Algimantas Schalna, Pjotr Miloradow und Sergei Bulygin die Goldmedaille vor den Teams der DDR und Norwegen. Bei den Olympischen Winterspielen 1984 in Sarajevo wurde er 10. im Sprint und 35. im Einzel. Mit der sowjetischen Staffel konnte er wieder Gold gewinnen. In einem deutlich spannenderen Rennen als ein Jahr zuvor siegte er mit Dmitri Wassiljew, Schalna und Bulygin vor Norwegen und der Bundesrepublik Deutschland.
Im Jahr 1985 feierte er seine größten Erfolge im Biathlonsport. So gewann er bei den Biathlon-Weltmeisterschaften 1985 in Ruhpolding überlegen die Goldmedaille im Einzel. Er hatte am Ende bei Null Schießfehlern fast eineinhalb Minuten Vorsprung auf den Zweitplatzierten Frank-Peter Roetsch. Auch in der Staffel konnte er erneut mit Schalna, Bulygin und Andrei Senkow Gold gewinnen. In der Gesamtwertung des Biathlon-Weltcups schaffte er 1984/85 mit dem zweiten Platz hinter Frank-Peter Roetsch das beste Ergebnis seiner Karriere.
Ein Jahr später bei den Weltmeisterschaften 1986 in Oslo schaffte er es mit einem 6. Platz über 20 km zwar nicht seinen Titel zu verteidigen, aber in der Staffel gewann er mit Wassiljew, Waleri Medwedzew und Bulygin seine insgesamt vierte WM-Goldmedaille. Auch bei den Biathlon-Weltmeisterschaften 1987 in Lake Placid war er mit Platz 6 im Sprint und Platz 5 im Einzel gut unterwegs, in der Staffel reichte es mit Wassiljew, Alexander Popow und Medwedzew aber nur zu Silber hinter der Staffel der DDR.
Die Olympischen Winterspiele 1988 in Calgary verliefen etwas enttäuschend für ihn. Sie begannen zwar mit einem fünften Platz im Einzel noch recht vielversprechend, doch nach einem 18. Platz im Sprint wurde er nicht für die Staffel berücksichtigt und konnte nur zusehen, wie seine Teamkollegen die Goldmedaille gewannen. Die Biathlon-Weltmeisterschaften 1989 in Feistritz an der Drau waren mit drei Medaillen wieder erfolgreicher. Einer Bronzemedaille im Sprint folgte Gold im erstmals bei einer WM ausgetragenen Mannschaftswettbewerb. Gemeinsam mit Bulygin, Popow und Sergei Tschepikow gewann die Sowjetunion mit nur einem Schießfehler vor Deutschland und der DDR. Am Schlusstag der WM reichte es dann für die sowjetische Staffel, die in der gleichen Besetzung wie im Mannschaftswettbewerb antrat, noch zu Silber hinter der DDR.
Bei den Weltmeisterschaften 1990, die durch schlechte Bedingungen und Verschiebungen an insgesamt drei verschiedenen Orten stattfanden, blieb Kaschkarow dann erstmals bei Weltmeisterschaften ohne Medaille. Beim Einzel im sowjetischen Minsk wurde er Vierter, ebenso wie beim Mannschaftswettbewerb in Oslo. Im Staffelrennen, das beim ersten Versuch in Oslo aufgrund von starkem Nebel während des Rennens abgebrochen wurde und erst später im finnischen Kontiolahti ausgetragen werden konnte, belegte die Sowjetunion den fünften Platz. Die Biathlon-Weltmeisterschaften 1991 in Lahti waren dann die letzten großen Titelkämpfe für Juri Kaschkarow. Er wurde 12. im Sprint und gewann mit Popow, Sergei Tarassow und Tschepikow Staffelsilber unter der Flagge des Vereinten Teams, im Einzel und in der Mannschaft kam er nicht zum Einsatz.
Juri Kaschkarow ist 1,86 m groß und hatte ein Wettkampfgewicht von 80 kg. Nach seiner Karriere arbeitete er einige Zeit beim Biathlonzentrum in Chanty-Mansijsk. Heute lebt er mit seiner Familie in Moskau und arbeitet als Biathlontrainer. In seiner Freizeit spielt er Tennis oder Fußball.